# تیغ‌پشت حشره‌خوار دابسون
تیغ‌پشت حشره‌خوار دابسون(نام علمی: Microgale dobsoni) نام یک گونه از سرده ریزراسویی‌ها است.